# Square (暗号)
Square (あるいはSQUARE)はホァン・ダーメンとフィンセント・ライメンにより設計されたブロック暗号である。1997年に発表され、AESとして採用されたRijndaelの前身となった。また、Squareはen:Lars Knudsenにより見いだされた"en:Square attack"と呼ばれる新たな暗号解読法とともに紹介された。
Squareはブロック長128ビットで鍵長128ビットの8ラウンドSPN構造を持つ。
Squareは特許でカバーされていない。

## 参照
- Joan Daemen, Lars Knudsen, Vincent Rijmen (1997). "The Block Cipher Square" (PDF). Fast Software Encryption (FSE) 1997, Volume 1267 of Lecture Notes in Computer Science. Haifa, Israel: Springer-Verlag. pp. 149–165. 2007年2月15日閲覧。